# Paul Bissonnette
Paul Bissonnette (Welland, Ontário, 11 de março de 1985) é um jogador canadense de hóquei no gelo que defende atualmente o Phoenix Coyotes, da NHL.

## Carreira como jogador
Bissonnette foi escolhido pelo Pittsburgh Penguins na quarta rodada (121.ª escolha geral) do recrutamento de 2003 da NHL. Quando foi recrutado, defendia o Saginaw Spirit, da liga júnior Ontario Hockey League. Durante a temporada de 2003-04, Bissonnette foi o capitão do Spirit e o nono colocado na artilharia.[carece de fontes?] Ele jogaria mais meia temporada com o time antes de ser trocado para o Owen Sound Attack, onde terminou a temporada de 2004-05.[carece de fontes?]
Sua carreira profissional começou em 2005, com o Wheeling Nailers, da ECHL. Bissonnette só diputaria catorze partidas pelo Wheeling naquela temporada, sendo promovido para o Wilkes-Barre/Scranton Penguins, da AHL, onde acumulou mais 55 jogos no ano. Na temporada seguinte acabou ficando em Wheeling por 65 jogos, defendendo os Baby Penguins em apenas três, mas em 2007-08 acabaria voltando para Wilkes-Barre depois de iniciar a temporada com os Nailers. Devido a seu tamanho e seu jogo físico, Bissonnette conseguiu uma vaga no elenco do Pittsburgh Penguins para o início da temporada de 2008-09, mas em novembro foi colocado na desistência e passou o restante da temporada em Wilkes-Barre/Scranton.[carece de fontes?]
Em 5 de maio de 2009, durante partida nos playoffs entre o Wilkes-Barre/Scranton Penguins e o Hershey Bears, Bissonnette levou um tranco de Greg Amadio e Steve Pinizzotto, que o deixou com um corte profundo em seu pulso esquerdo, causado pelo patim de um dos jogadores do Hershey. Isso provocou danos nervosos em sua mão esquerda.[carece de fontes?]
Em outubro daquele ano não conseguiu vaga no elenco dos Penguins e foi colocado na desistência, de onde os Coyotes o contrataram.

## Participação em redes sociais
A conta de Bissonnette no Twitter foi considerada pelo jornal Pittsburgh Post-Gazette "extremamente popular", sendo, em novembro de 2010, a terceira entre jogadores da NHL em número de seguidores, atrás apenas de Alex Ovechkin e Martin Havlat. "Acho divertido", declarou, sobre sua conta no site. "Espero que [a conta] fique ativa, e eu não diga nada muito grave." Ele tinha cancelado sua conta original no serviço depois de fazer um comentário sobre a renovação contratual de Ilya Kovalchuk com o New Jersey Devils, comentário este por que ele se desculparia depois. "Tivemos alguns problemas, mas agora eu tenho como babá [o diretor sênior de Relações com a Mídia dos Coyotes, Rich Nairn]", brincou. "Eu sou um ninguém em termos de hóquei, então posse me safar [com esse tipo de coisa]. Se um cara como Sidney Crosby dissesse algumas das coisas que eu digo, apareceria o tempo todo no SportsCenter [e outros programas do gênero]."
O Post-Gazette considerou uma surpresa a votação do jogador na primeira semana da eleição para o Jogo das Estrelas, em que ele, mesmo sem estar presente na cédula eletrônica, obteve quase 9,6 mil votos e ficou em 51.º entre os atacantes, à frente do astro Kovalchuk, que estava listado, entre outros. "Você deve estar brincando", surpreendeu-se. "Isso tudo de votos? Hilariante."